# (33523) Warashina
(33523) Warashina est un astéroïde de la ceinture principale.

## Description
(33523) Warashina est un astéroïde de la ceinture principale. Il fut découvert le 12 avril 1999 à Socorro (Nouveau-Mexique) par le projet LINEAR. Il présente une orbite caractérisée par un demi-grand axe de 2,29 UA, une excentricité de 0,17 et une inclinaison de 4,4° par rapport à l'écliptique.